# A Flight to Remember
«A Flight to Remember» (укр. «Політ на згадку») — десята серія першого сезону анімаційного серіалу «Футурама», що вийшла в ефір у Північній Америці 26 вересня 1999 року.

Автор сценарію: Ерік Горстед.

Режисер: Пітер Аванзіно.

## Сюжет
Повернувшись із чергового завдання з доставки вантажу на планету Канібалон, змучені Фрай, Ліла і Бендер заявляють про бажання піти з компанії. Проте вони швидко міняють своє рішення, дізнавшись, що професор Фарнсворт запланував для всіх працівників відпустку «за те, що вони не повідомляють про постійні порушення правил безпеки і закону про мінімальну зарплатню». Команда вирушає у круїз на найбільшому у світі космічному лайнері «Титанік».
Капітаном «Титаніка» виявляється Запп Бренніґан. Він намагається знову звабити Лілу. Щоби уникнути надокучливих залицянь, Ліла презентує Заппу Фрая як свого нареченого. Спускаючись до своєї каюти, Бендер зустрічає графиню де ля Рока, з якою знайомиться ближче у корабельному казіно.
Тим часом на капітанському містку, Бренніґан вирішує відхилитися від «нудного» прогулянкового курсу і провести корабель через рій комет. У буфеті Емі раптово зустрічає своїх батьків, які одразу ж починають знайомити її з непривабливим гладким чоловіком. Щоби відвернути увагу батьків, Емі представляє їм Фрая як свого хлопця.
Між Бендером і графинею де ля Рока швидко розвивається роман, сцени якого прозоро пародіюють відповідні сцени з фільму «Титанік».
У басейні відбувається змагання з лімбо. Гермеса, як професійного «лімбіста», також запрошують взяти участь, але він відмовляється, пригадавши інцідент із далекого минулого. Під час його виступу на Олімпійських іграх 2980 року на поле вибіг маленький хлопчик. Намагаючись наслідувати свого «героя», хлопчик зламав собі хребет. Цей випадок справив на Гермеса тяжке враження, і йому довелося покинути спорт. Запп Бренніґан, на правах капітана, присуджує перемогу в конкурсі Лілі (хоч вона взагалі не брала в ньому участі).
На знак шани її та Фрая запрошують до вечері з капітаном. Разом з ними за столом збирається весь персонал «Міжпланетного експреса», а також батьки Емі, які вимагають, щоби Фрай її поцілував. Ніякова сцена переривається викликом капітана на місток. Прокладений ним новий курс наразив корабель на серйозну небезпеку. Спроба Бренніґана виправити свою помилку призводить до того, що корабель прямує просто в чорну діру. Усвідомивши небезпеку, Бренніґан швидко передає командування Кіфу і тікає. Бендер вирушає на пошуки графині, а решта команди намагається якнайшвидше дістатися рятівних човників.
На їхньому шляху трапляються шлюзові двері, що мають зачинитися. Зойдберґ зупиняє їх своєю клешнею, проте механізм вічинення дверей знаходиться з іншого боку, і ніхто не здатний проповзти у вузьку щілину під дверима — ніхто, крім вправного лімбіста. Екстремальна ситуація допомагає Гермесові відродити в собі старі навчки та врятувати команду. Коло рятівних човників вони зустрічають батьків Емі, яким вдалося знайти для неї хлопця, що, на їхню думку, є годящим: Кіфа. Емі та Кіф одразу ж почувають взаємний потяг, і між ними зароджуються стосунки, які триватимуть і в подальших серіях.
Прочекавши на Бендера стільки, скільки було можливо, команда запускає рятівний човник. Аж тут із корабля вибігає Бендер із графинею. Вони чіпляються за човник, проте їхня вага зупиняє його. Графиня жертвує собою і зникає в чорній дірі, надавши іншим можливість врятуватися. Серія закінчується відчайдушним плачем Бендера: спершу через жалобу за графинею, згодом від прикрості через те, що її браслет з діамантом виявився фальшивкою.

## Послідовність дії
В цій серії розпочинаються тривалі стосунки між Кіфом і Емі. Як стверджують автори серіалу, спочатку вони замислювалися як одноразовий жарт, але згодом було вирішено розвинути цю сюжетну лінію. Також у цій серії Фрай і Ліла вперше цілуються.

## Пародії, алюзії, цікаві факти
- Вся серія є пародією на фільм «Титанік», включно з музичним оформленням, яке стилістично подібне на музику до вищезгаданого фільму.
- Космічний «Титанік» зовні дуже нагадує «Титанік» історичний.
- Ім'я бармена «iZac» пародіює назву комп'ютера iMac.
- Запп Бренніґан охрещує корабель, розбиваючи до його борту банку з головою Леонардо ДіКапріо. Це алюзія на морську традицію розбивання пляшки шампанського до борту нового корабля. Згідно з коментарем до DVD, для озвучування цього епізоду планувалося запросити самого ді Капріо, але актор відмовився.
- Звук, який видає Бендер, малюючи портрет графині, — звук матричного принтера.
- Назва серії «A Flight to Remember» перегукується з назвою фільму «A Walk to Remember»

## Особливості українського перекладу
- Дружина Гермеса ЛаБарбара розмовляє зі специфічним акцентом: з постальвеолярним апроксимантом [ɹ], як в англійській мові, замість дрижачого [r].
- Фрай стверджує, що навчився виходити з делікатних ситуацій, завдяки серіалу «Не народись гидливою» (натяк на російську версію колумбійського серіалу «Yo Soy Betty La Fea», який демонструвався також і в Україні).